# The Spencer Davis Group
The Spencer Davis Group ist eine britische Rockband. Sie wurde 1963 in Birmingham von Spencer Davis (Gitarre und Gesang), Steve Winwood (Orgel, Klavier und Gesang), Muff Winwood (Bass) und Pete York (Schlagzeug) gegründet. Ihr größter Hit ist Keep on Running.

## Geschichte

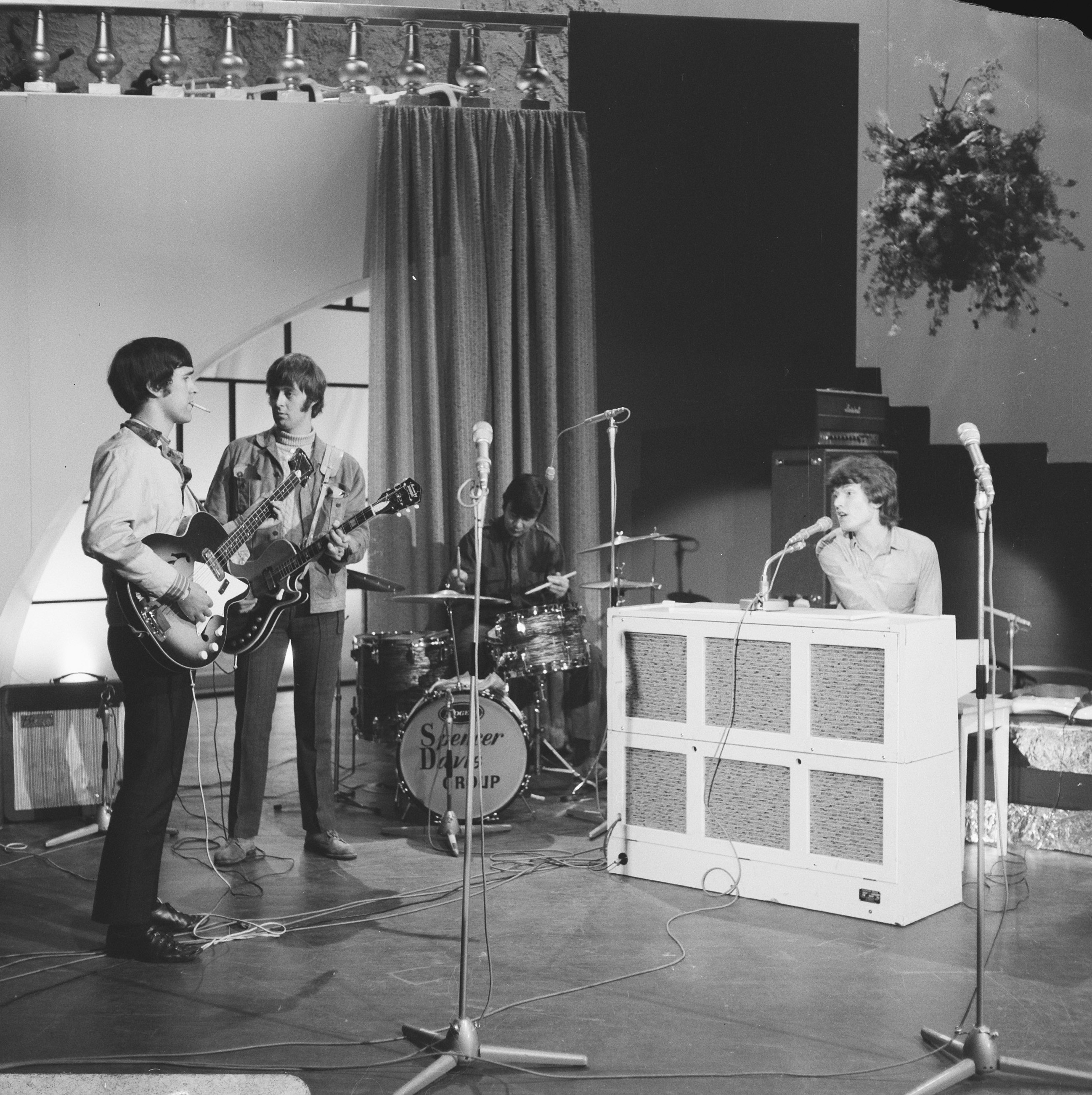
Spencer Davis Group (Amsterdam, 1966)

Ihre ersten Auftritte hatte die Band im Golden Eagle Pub, später trat sie regelmäßig im Marquee Club in London auf. Die erste Single der Gruppe war eine Coverversion von John Lee Hookers Dimples. Ihre zweite Single I Can’t Stand It, im Original von The Soul Sisters, schaffte es bereits in die Charts. 
Der erste große Hit war Keep on Running, ebenso Nummer eins in Großbritannien wie danach Somebody Help Me. Weitere Hits folgten mit When I Come Home, Gimme Some Loving und I’m a Man. 1965 und 1966 erschienen drei erfolgreiche Alben. Signifikantes Kennzeichen der Band war die kehlige an Ray Charles geschulte Soul-Stimme von Steve Winwood, durch die die Songs der Gruppe ihre spezifische Note erhielten. Dies manifestiert sich an der Coverversion des Ray-Charles-Klassikers Georgia on My Mind. Anfang 1967 erschien in Deutschland die Single Det war in Schöneberg beim Label Fontana.
Steve Winwood verließ die Band 1967 und gründete seine eigene Gruppe Traffic, um seine musikalischen Vorstellungen und solistischen Führungsansprüche besser verwirklichen zu können. Nach dem Weggang ihres Frontmannes ging der Erfolg merklich zurück. Nach diversen Umbesetzungen löste sich die Band auf. 1973 gab es eine kurze Wiedervereinigung, jedoch ohne Spencer Davis und Steve Winwood.
Später war die Spencer Davis Group in folgender Besetzung regelmäßig auf Tour: Spencer Davis (Gitarre und Gesang), Eddie Hardin (Keyboards und Gesang), Colin Hodgkinson (Bass und Gesang), Miller Anderson (Gitarre und Gesang) sowie Steff Porzel (Schlagzeug). Die Gruppe existierte in zwei Besetzungen, SDG USA und SDG Europe, deren einziges gemeinsames Mitglied Spencer Davis war. Er starb im Oktober 2020.

## Diskografie

### Alben
| Jahr | Titel             | Höchstplatzierung, Gesamtwochen/‑monate, AuszeichnungChartplatzierungen (Jahr, Titel, Platzierungen, Wochen/Monate, Auszeichnungen, Anmerkungen) | Höchstplatzierung, Gesamtwochen/‑monate, AuszeichnungChartplatzierungen (Jahr, Titel, Platzierungen, Wochen/Monate, Auszeichnungen, Anmerkungen) | Höchstplatzierung, Gesamtwochen/‑monate, AuszeichnungChartplatzierungen (Jahr, Titel, Platzierungen, Wochen/Monate, Auszeichnungen, Anmerkungen) | Höchstplatzierung, Gesamtwochen/‑monate, AuszeichnungChartplatzierungen (Jahr, Titel, Platzierungen, Wochen/Monate, Auszeichnungen, Anmerkungen) | Anmerkungen |
| Jahr | Titel             | DE | AT | UK | US | Anmerkungen |
| ---- | ----------------- | --- | --- | --- | --- | ----------- |
| 1966 | Their First LP    | — | — | UK6 (9 Wo.)UK | — |             |
| 1966 | The Second Album  | — | — | UK3 (18 Wo.)UK | — |             |
| 1966 | Autumn ’66        | DE35 (2 Mt.)DE | — | UK4 (20 Wo.)UK | — |             |
| 1967 | Gimme Some Lovin’ | — | — | — | US54 (25 Wo.)US |             |

grau schraffiert: keine Chartdaten aus diesem Jahr verfügbar
Weitere Alben
- 1968: Here We Go ’round the Mulberry Bush (Soundtrack zum Film … unterm Holderbusch, mit Traffic und Andy Ellison)
- 1968: With Their New Face On
- 1969: Heavies
- 1973: Gluggo
- 1974: Living in a Back Street
- 1986: Vibrate
- 1995: Catch You on the Rebop – Live in Europe 73
- 1998: Keep On Keeping On
- 2000: Mojo Rhythms & Midnight Blues – Vol.1: Sessions 1965–1968
- 2000: Mojo Rhythms & Midnight Blues – Vol.2: Shows 1965–1968
- 2001: Funky
- 2002: Live in Manchester 2002
- 2007: Official Bootleg & Unplugged (CD + DVD)
- 2013: Keep On Running, the Collection

### Kompilationen
| Jahr | Titel                        | Höchstplatzierung, Gesamtwochen/‑monate, AuszeichnungChartplatzierungen (Jahr, Titel, Platzierungen, Wochen/Monate, Auszeichnungen, Anmerkungen) | Höchstplatzierung, Gesamtwochen/‑monate, AuszeichnungChartplatzierungen (Jahr, Titel, Platzierungen, Wochen/Monate, Auszeichnungen, Anmerkungen) | Höchstplatzierung, Gesamtwochen/‑monate, AuszeichnungChartplatzierungen (Jahr, Titel, Platzierungen, Wochen/Monate, Auszeichnungen, Anmerkungen) | Höchstplatzierung, Gesamtwochen/‑monate, AuszeichnungChartplatzierungen (Jahr, Titel, Platzierungen, Wochen/Monate, Auszeichnungen, Anmerkungen) | Anmerkungen |
| Jahr | Titel                        | DE | AT | UK | US | Anmerkungen |
| ---- | ---------------------------- | --- | --- | --- | --- | ----------- |
| 1966 | Beat with Soul               | DE10 (5 Mt.)DE | — | — | — |             |
| 1968 | Spencer Davis’ Greatest Hits | — | — | — | US195 (3 Wo.)US |             |

grau schraffiert: keine Chartdaten aus diesem Jahr verfügbar
Weitere Kompilationen
- 1967: Dimples
- 1967: The Best of Stevie Winwood with the Spencer David Group (feat. Stevie Winwood)
- 1967: The Spencer Davis Group Special
- 1971: Gimme Some Lovin’
- 1973: Somebody Help Me – Spencer Davis Group featuring Steve Winwood
- 1975: The Very Best of the Spencer Davis Group
- 1977: The Story of Pop
- 1983: Best of the Spencer Davis Group
- 1987: The Best of the Spencer Davis Group
- 1991: Keep On Running
- 1993: The Spencer Davis Group „Gold“
- 1994: Taking Out Time 1967–1969
- 1996: Eight Gigs a Week – The Steve Winwood Years
- 1999: Classic
- 1999: Mulberry Bush
- 1999: The Spencer Davis Group
- 1999: With Their New Face On – The Masters
- 2001: Live Anthology 1965–1968
- 2004: 40th Anniversary : Keep on Running
- 2005: Keep On Running (2 CDs)
- 2006: Old Friends, Familiar Faces and New Acquaintances
- 2006: Studio & Stage: Essential Recordings
- 2007: The Complete Hit Collection

### EPs
- 1964: Every Little Bit Hurts
- 1965: Sittin’ and Thinkin'
- 1965: Keep On Running
- 1966: Det war in Schöneberg
- 1966: Sittin’ and Thinkin' / Jump Back / When I Come Home / Trampoline
- 1966: Somebody Help Me / Stevie’s Blues / This Hammer / Watch Your Step
- 1966: Keep On Running!
- 1966: Corre, corre (Keep On Running)
- 1966: When I Come Home
- 1966: Somebody Help Me
- 1966: Sittin’ and Thinkin’
- 1967: I’m a Man
- 1967: Georgia on My Mind / I’m a Man / I Can’t Get Enough of It
- 1967: Gimme Some Loving
- 1976: Keep On Running / I’m a Man / Gimme Some Lovin’ / When I Come Home
- 1976: Somebody Help Me
- 1978: Spencer Davis Group

### Singles
| Jahr | Titel                                   | Höchstplatzierung, Gesamtwochen/‑monate, AuszeichnungChartplatzierungen (Jahr, Titel, , Platzierungen, Wochen/Monate, Auszeichnungen, Anmerkungen) | Höchstplatzierung, Gesamtwochen/‑monate, AuszeichnungChartplatzierungen (Jahr, Titel, , Platzierungen, Wochen/Monate, Auszeichnungen, Anmerkungen) | Höchstplatzierung, Gesamtwochen/‑monate, AuszeichnungChartplatzierungen (Jahr, Titel, , Platzierungen, Wochen/Monate, Auszeichnungen, Anmerkungen) | Höchstplatzierung, Gesamtwochen/‑monate, AuszeichnungChartplatzierungen (Jahr, Titel, , Platzierungen, Wochen/Monate, Auszeichnungen, Anmerkungen) | Anmerkungen |
| Jahr | Titel                                   | DE | AT | UK | US | Anmerkungen |
| ---- | --------------------------------------- | --- | --- | --- | --- | ----------- |
| 1964 | I Can’t Stand It Their First LP         | — | — | UK47 (3 Wo.)UK | — |             |
| 1965 | Every Little Bit Hurts Their First LP   | — | — | UK41 (3 Wo.)UK | — |             |
| 1965 | Strong Love The Second Album            | — | — | UK44 (4 Wo.)UK | — |             |
| 1965 | Keep On Running The Second Album        | DE8 (2½ Mt.)DE | — | UK1 (14 Wo.)UK | US76 (4 Wo.)US |             |
| 1966 | Somebody Help Me Autumn ’66             | DE3 (3½ Mt.)DE | — | UK1 (10 Wo.)UK | US47 (7 Wo.)US |             |
| 1966 | When I Come Home Autumn ’66             | DE20 (1½ Mt.)DE | — | UK12 (9 Wo.)UK | — |             |
| 1966 | Gimme Some Loving Gimme Some Lovin’     | DE12 (3 Mt.)DE | AT4 (1 Mt.)AT | UK2 (12 Wo.)UK | US7 (13 Wo.)US |             |
| 1967 | I’m a Man                               | DE17 (2 Mt.)DE | — | UK9 (9 Wo.)UK | US10 (9 Wo.)US |             |
| 1967 | Time Seller With Their New Face On      | — | — | UK30 (5 Wo.)UK | US100 (1 Wo.)US |             |
| 1968 | Mr. Second Class With Their New Face On | DE33 (1 Mt.)DE | — | UK35 (4 Wo.)UK | — |             |

Weitere Singles
- 1964: Dimples
- 1965: You Put the Hurt on Me
- 1966: Georgia on My Mind
- 1966: This Hammer
- 1968: Looking Back
- 1968: Short Change
- 1968: After Tea
- 1968: (Aquarius) Der Wassermann
- 1973: Living in a Back Street
- 1973: Don't You Let It Bring You Down
- 1973: Catch You on the Rebop
- 1973: Mr. Operator
- 1974: Another Day